# Margot Guerra-Sommer
Margot Guerra-Sommer (Bento Gonçalves, 12 de março de 1948) é uma paleontóloga e paleobotânica brasileira, pioneira nos estudos de paleobotânica da região sul do Brasil e professora emérita da Universidade Federal do Rio Grande do Sul.

Desde a graduação em História Natural, Margot se dedica ao estudo dos vegetais fósseis, em especial na região do sul do Brasil. Foi a primeira mulher do Instituto de Geociências da Universidade Federal do Rio Grande do Sul a receber o título de professora emérita.

## Biografia
Margot nasceu na cidade de Bento Gonçalves, em 1948. Aos 13 anos dava aulas particulares de matemática e língua portuguesa para colegas de escola, onde surgiu a vontade de se tornar professora. Com 19 anos, ingressou no curso de História Natural, da Universidade Federal do Rio Grande do Sul (UFRGS), onde se tornou docente em 1975.
No início dos anos 1970, a universidade recebeu o professor visitante e botânico Klaus Ulrich Leistikow (1929-2002), que lecionava história natural e biologia e foi diretor do Instituto de Botânica na Universidade de Frankfurt. Foi através do trabalho de Klaus que Margot ingressou na paleobotânica, área ainda iniciante, tendo sua primeira pesquisadora na figura da professora Diana Mussa. Orientada por Klaus, Margot fez mestrado, obtido em 1973.
Em 1989, obteve o doutorado em geociências pela UFRGS, sob orientação da geóloga Zuleika Corrêa da Silva. Margot foi pioneira no estudo dos vegetais fósseis da região Sul do Brasil, hoje um pólo de produção científica na área. Foi também responsável pela institucionalização de disciplinas de Paleobotânica nas graduações de Geologia e Biologia e na pós-graduação em Geociências na universidade.

## Carreira
Expandiu a relação da comunidade com a universidade e sua produção científica com a instituição do Museu Paleontológico Municipal de São Pedro do Sul, em 1980, através do qual se iniciou um amplo estudo de lenhos fósseis no estado do Rio Grande do Sul, que levou ao decreto de tombamento das Reservas Fossilíferas dos municípios de Mata e São Pedro do Sul.
Seu trabalho correlaciona eventos em escalas regionais a globais, estudando bacias sedimentares no Brasil e em outros países. Foi a partir de suas pesquisas que se identificou a fonte e a origem da biomassa geradora dos carvões dos estados do Rio Grande do Sul e de Santa Catarina. Entre 1978 a 2010, Margot esteve à frente de 14 projetos de pesquisa sobre camadas de carvão e fitofósseis, identificando momentos de intensa crise climática global e regional na história geológica do Brasil e do mundo.
Possui mais de 80 artigos científicos publicados em revistas científicas brasileiras e internacionais e foi condecorada com a “Medalha Irajá Damiani Pinto - edição Jubileu de Ouro”, do Instituto de Geociências da Universidade Federal do Rio Grande do Sul. Defensora da pesquisa científica e da universidade pública e gratuita, a professora Margot assim declarou:
| “ | As recentes manifestações midiáticas, fundamentadas na incompreensão do que seja uma universidade pública, por desconhecer que essa instituição, forçosamente, está inserida na realidade social brasileira, e convive com seus problemas, são o desafio da universidade. Esse desafio não pode ser ignorado e exige incisiva resposta de nossa comunidade. | ” |

## Linhas de pesquisa
- Floras Paleozóicas da América do Sul
- Paleofitogeografia
- Fitoestratigrafia
- Paleofitoecologia
- Tafonomia Vegetal